# Ahmad Szah Kadżar
Ahmad Szah (ur. 21 stycznia 1898 w Tebrizie, zm. 21 lutego 1930 w Neuilly-sur-Seine) – ostatni szach Persji z dynastii Kadżarów, rządzący od 16 lipca 1909 do 31 października 1925. Zasiadł na tronie po obaleniu przez siły konstytucyjne jego ojca Mohammada Ali Szaha. W 1921 został odsunięty od władzy w wyniku wojskowego zamachu stanu dokonanego przez Rezę Szaha i w 1923 udał się wraz z rodziną na wygnanie. Formalnie szachem był do 31 października 1925 roku, kiedy to Zgromadzenie Narodowe zaoferowało koronę Rezie Szahowi, który zapoczątkował rządy nowej dynastii Pahlawi. W 1914 odznaczony Krzyżem Wielkim Legii Honorowej.

## Odznaczenia
M.in.:
- Order Najświętszy I kl. (Persja)
- Order Portretu Władcy I kl. (Persja)
- Order Lwa i Słońca I kl. (wojskowy, Persja)
- Order Korony I kl. (Persja)

- Łańcuch Królewski Wiktoriański (1919, Wlk. Brytania)

- Order Świętego Andrzeja Apostoła z brylantami (1914, Rosja)
- Order Świętego Aleksandra Newskiego z brylantami (1914, Rosja)
- Order Orła Białego z brylantami (1914, Rosja)
- Order Świętej Anny I kl. z brylantami (1914, Rosja)
- Order Świętego Stanisława I kl. z brylantami (1914, Rosja)

- Order Domowy Osmanów (1914, Turcja)
- Order Mohameda Alego na łańcuchu (1919, Egipt)
- Order Leopolda I kl. z mieczami (1914, Belgia)
- Order Karola III na łańcuchu (1914, Hiszpania)
- Order Legii Honorowej I kl. (1914, Francja)